# Гаплогруппа J-M241
Гаплогруппа J-M241 или J2b2a (Y-ДНК) — гаплогруппа Y-хромосомы человека.

## Субклады
- J-M241 (J2b2a)
  - J-L283 (J2b2a1)
  -  J-Z2432 (J2b2a2)

## Распространение

### Передняя Азия
| этническая группа | провинция            | процент (n) |
| ----------------- | -------------------- | ----------- |
| Афро-иранцы       | Хормозган            | 8,3 % (12)  |
| Персы             | Йезд                 | 4,3 % (46)  |
| Азербайджанцы     | Западный Азербайджан | 1,6 % (63)  |
| Бандари           | Хормозган            | 1,5 % (131) |
| Мазендеранцы      | Мазендеран           | 1,4 % (72)  |

## Палеогенетика

### Железный век
Дауния
- Салапия __ Фоджа, Апулия, Италия __ from 9th to 3rd c. BC.[2]
  - SAL001 | Tb 24 __ 1260-1048 calBCE (2946±30 BP, UBA-45178) __ М __ J2b-M241 # H1+16189! (H1-e)
  - SAL010 | Tb 152 __ ~500 BCE __ М __ J2b-M241 # U5a1 > U5a1a1

### Средние века
Франкское королевство
- N20 __ Borgharen __ Маастрихт, Лимбург (Нидерланды) __ 530–600 AD __ М __ J2b-M102(100%) probably M241.[3]

История Уттаракханда
- I3351 | R19 __ Роопкунд __ Чамоли, Гархвал, Уттаракханд, Индия __ 774-885 calCE (1200±20 BP, PSUAMS-5464) __ М __ J > J-M241 # M3a1 / M4.[4]

## Публикации
2012
- Grugni V, Battaglia V, Hooshiar Kashani B; et al. (Июль 2012). Ancient Migratory Events in the Middle East: New Clues from the Y-Chromosome Variation of Modern Iranians. PLOS One. 7 (7): e41252. doi:10.1371/journal.pone.0041252. PMC 3399854. PMID 22815981. {{cite journal}}: Явное указание et al. в: |author= (справка)Википедия:Обслуживание CS1 (множественные имена: authors list) (ссылка) Википедия:Обслуживание CS1 (не помеченный открытым DOI) (ссылка)

2014
- Lauwerier & de Kort. Merovingers in een villa 2. Romeinse villa en Merovingisch grafveld Borgharen - Pasestraat // Rapportage Archeologische Monumentenzorg (222). — Amersfoort, 2014. — С. 211–220. — ISSN 1383-5025.

2019
- Harney É, Nayak A, Patterson N; et al. (Август 2019). Ancient DNA from the skeletons of Roopkund Lake reveals Mediterranean migrants in India. Nature Communications. 10 (1). doi:10.1038/s41467-019-11357-9. PMC 6702210. PMID 31431628. {{cite journal}}: Явное указание et al. в: |author= (справка)Википедия:Обслуживание CS1 (множественные имена: authors list) (ссылка)

2022
- Aneli S, Saupe T, Montinaro F, Solnik A, Molinaro L, Scaggion C, Carrara N, Raveane A, Kivisild T, Metspalu M, Scheib CL, Pagani L. (Февраль 2022). The Genetic Origin of Daunians and the Pan-Mediterranean Southern Italian Iron Age Context. Molecular Biology and Evolution. 39 (2): msac014. doi:10.1093/molbev/msac014. PMC 8826970. PMID 35038748.{{cite journal}}:  Википедия:Обслуживание CS1 (множественные имена: authors list) (ссылка)